# Apate monachus
Apate monachus är en skalbaggsart som beskrevs av Fabricius 1775. Apate monachus ingår i släktet Apate och familjen kapuschongbaggar. Inga underarter finns listade i Catalogue of Life.

## Bildgalleri

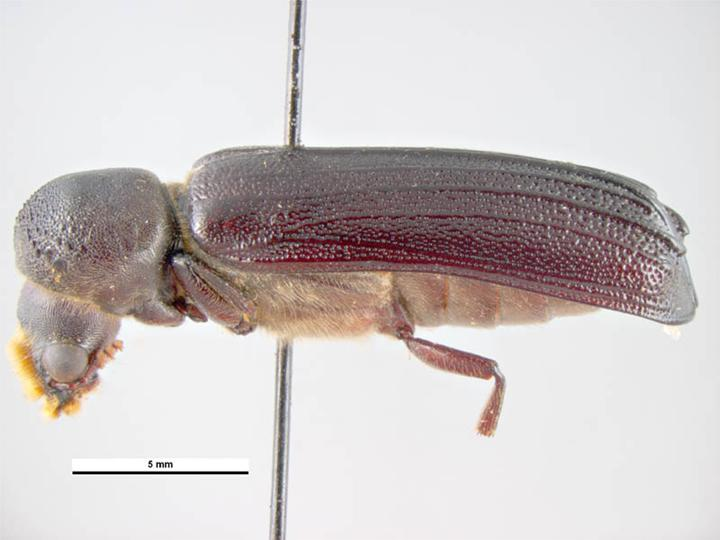